# John Parker
John Parker (Richmond upon Thames, 6 de septiembre de 1927 - 20 de febrero de 2022) fue un atleta y vallista británico especializado en la prueba de 110 m vallas, en la que consiguió ser subcampeón europeo en 1954.

## Carrera deportiva
En el Campeonato Europeo de Atletismo de 1954 ganó la medalla de plata en los 110 m vallas, llegando a meta en un tiempo de 14.6 segundos, siendo superado por el soviético Yevgeniy Bulanchik (oro con 14.4 s) y por delante del alemán Berthold Steines (bronce con 14.7 s).